# Hrvoje Kurtović (nogometaš)
Hrvoje Kurtović (Osijek, 6. listopada 1983.) umirovljeni je hrvatski nogometaš. Igrao je kao veznjak.